# 163P/NEAT
163P/NEAT, komet Jupiterove obitelji. 